# Pekka Vasala
Pekka Antero Vasala (* 17. dubna 1948 Riihimäki) je bývalý finský atlet, běžec na střední tratě, olympijský vítěz v běhu na 1500 metrů z roku 1972.
Jeho speciální disciplínou byl běh na 1500 metrů. Upozornil v ní na sebe už ve svých 20 letech, když měsíc před olympijskými hrami v Mexiku na utkání Finska s Norskem v Oslo zaběhl 11.9.1968 čas 3:41,8 (44. místo ve světových tabulkách sezóny 1968), kterým se kvalifikoval do finské olympijské výpravy. Na olympiádě v Mexiku v roce 1968 však vypadl v rozběhu (posledním místo v čase 4:08,5), o rok později na evropském šampionátu v Aténách doběhl ve finále devátý. V červenci 1971 vytvořil nový finský rekord (3:38,6) a měl velké naděje na dobrý výsledek na mistrovství Evropy v Helsinkách, pořádané o měsíc později. Neuspěl a pouze zopakoval deváté místo z aténského mistrovství. To už měl za sebou i neúspěšné vystoupení v hale: na halovém mistrovstvi Evropy v Sofii v březnu 1971 doběhl v rozběhu mezi šesti běžci na pátém místě a nepostoupil ani do semifinále. Začalo se o něm mluvit jako o muži, který dokáže zaběhnout v sezóně kvalitně jen jeden závod.
Do vrcholné formy se dostal v letních měsících roku 1972, kdy nejdříve v červenci vytvořil časem 3:36,8 další finský rekord v běhu na 1500 metrů a poté v srpnu i nový evropský rekord na 800 metrů časem 1:44,5.
Jeho životním úspěchem se stalo vítězství na olympiádě v Mnichově v roce 1972. Ve finále běhu na 1500 metrů porazil obhájce titula Keňana Kipchoge Keina v čase 3:36,33. Vasala přitom do Mnichova nepřijel jako hlavní favorit, přestože zmíněný čas 3:36,8 ho řadil na první místo předolympijských tabulek roku 1972, na kterém figuroval společně s Kipchoge Keinem, který stejný čas zaběhl již 25.6.1972 v Mombase. Experti předpokládali, že olympijský vítěz vzejde ze souboje světového rekordmana (3:33,1) Jima Ryuna z USA a Kipchoge Keina: Ryun však v důsledku kolize a pádu v rozběhu už dál nepostoupil - a ve finále potom Keino proti Vasalovi svou zlatou medaili z předchozích olympijských her v Mexiku neobhájil.
V dalších letech již Pekka Vasala nezaznamenal výrazný úspěch, na mistrovství Evropy v Římě v roce 1974 skončil šestý. O výjimečnosti jedné jediné sezóny v jeho sportovní kariéře svědčí fakt, že přestože byl olympijským vítězem v běhu na 1500 metrů, dokázal v této disciplíně běžet pod hranici 3:40,00 jen šestkrát v životě (z toho čtyřikrát v roce 1972, počítaje v to i semifinálový a finálový běh na mnichovské olympiádě).

## Osobní rekordy na otevřené dráze
- 800 m 1:44,5 (Helsinky 20.8.1972)
- 1000 m 2:24,8 (Saarijärvi 2.8.1969)
- 1500 m 3:36,33 (Mnichov 10.9.1972)
- 1 míle 3:57,13 (Stockholm 1.7.1974)
- 2000 m 5:07,6 (Riihimäki 21.9.1972)
- 3000 m 7:50,8 (Oulu 20.9.1972)
- 5000 m 13:45,8 (Helsinky 29.6.1972)
- 10 000 m 29:09,6 (Jyväskylä 30.5.1972)
- 4 × 800 m 7:25,2 Mäntsälänen Urheilijat (Martti Toivakainen, Matti Kyytsönen, Tapio Ahola, PEKKA VASALA – Helsinky 8.7.1972)
- 4 × 1500 m 15:20,6 Mäntsälänen Urheilijat (Kari Juntunen, Paavo Heikkinen, Juhani Huhtinen, PEKKA VASALA – Palmio 7.7.1974)

## Osobní rekordy v hale
- 1500 m 3:52,1 (Sofie 13.3.1971)
- 3000 m 8:06,2 (Turku 26.2.1972)
- 5000 m 14:02,6 (Turku 26.12.1971)

## Pekka Vasala v atletických tabulkách své doby

### světové tabulky v běhu na 800 m mužů v roce 1972
| výkon  | atlet                               | pořadí     | místo      | datum     |
| ------ | ----------------------------------- | ---------- | ---------- | --------- |
| 1:44,3 | Dave Wottle (USA), 1950             | 1          | Eugene     | 1.7.1972  |
| 1:44,5 | Pekka Vasala (Finsko), 1948         | 1          | Helsinky   | 20.8.1972 |
| 1:45,0 | Rick Wohlhuter (USA), 1948          | 2          | Eugene     | 1.7.1972  |
| 1:45,1 | Ken Swenson (USA), 1948             | 3          | Eugene     | 1.7.1972  |
| 1:45,2 | JIm Ryun (USA), 1947                | 4          | Eugene     | 1.7.1972  |
| 1:45,3 | Ron Phillips (USA), 1951            | 5          | Eugene     | 1.7.1972  |
| 1:45,3 | Jevgenij Aržanov (SSSR), 1948       | 1          | Moskva     | 17.8.1972 |
| 1:45,4 | Dieter Fromm (NDR), 1948            | 1          | Berlín     | 14.6.1972 |
| 1:45,4 | Rick Brown (USA), 1952              | 6          | Eugene     | 1.7.1972  |
| 1:45,6 | Jozef Plachý (Československo), 1949 | 1 (rozběh) | Bratislava | 8.7.1972  |

### dlouhodobé světové tabulky v běhu na 800 m mužů k 31.12.1972
| výkon   | atlet                             | pořadí | místo        | datum      |
| ------- | --------------------------------- | ------ | ------------ | ---------- |
| 1:44,2x | Jim Ryun (USA), 1947              | 1      | Terre Haute  | 10.6.1966  |
| 1:44,3+ | Peter Snell (Nový Zéland), 1938   | 1      | Christchurch | 3.2.1962   |
| 1:44,3  | Ralph Doubell (Austrálie), 1945   | 1      | Mexico City  | 15.10.1968 |
| 1:44,3  | Dave Wottle (USA), 1950           | 1      | Eugene       | 1.7.1972   |
| 1:44,5  | Wilson Kiprugut (Keňa), 1938      | 2      | Mexico City  | 15.10.1968 |
| 1:44,5  | Pekka Vasala (Finsko), 1948       | 1      | Helsinky     | 20.8.1972  |
| 1:44,7  | Dick Broberg (JIžní Afrika), 1949 | 1      | Stellenbosch | 31.3.1971  |
| 1:44,8  | Ken Swenson (USA), 1948           | 1      | Stuttgart    | 16.7.1970  |
| 1:44,9  | Franz-Josef Kemper (SRN), 1945    | 1      | Hannover     | 7.8.1966   |
| 1:44,9  | Walter Adams (SRN), 1945          | 2      | Stuttgart    | 16.7.1970  |

(x výkon na 880 yardů minus 0,7 sekundy)
(+ mezičas v běhu na 880 yardů)

### světové tabulky v běhu na 1500 m mužů v roce 1972
| výkon   | atlet                                 | pořadí         | místo         | datum     |
| ------- | ------------------------------------- | -------------- | ------------- | --------- |
| 3:36,33 | Pekka Vasala (Finsko), 1948           | 1              | Mnichov       | 10.9.1972 |
| 3:36,8  | Kipchoge Keino (Keňa), 1940           | 1              | Mombasa       | 25.6.1972 |
| 3:37,4  | Mike Boit (Keňa), 1949                | 2              | Mombasa       | 25.6.1972 |
| 3:37,46 | Rod Dixon (Nový Zéland), 1950         | 3              | Mnichov       | 10.9.1972 |
| 3:37,8  | Ivan Ivanov (DSSSR), 1948             | 1              | Turín         | 2.6.1972  |
| 3:37,9  | Fanie van Zijl (Jižní Afrika), 1948   | 1              | Potchefstroom | 11.3.1972 |
| 3:38,20 | Brendan Foster (Velká Británie), 1948 | 3 (semifinále) | Mnichov       | 9.9.1972  |
| 3:38,22 | Peter Stewart (Velklá Británie), 1947 | 1              | Londýn        | 15.7.1972 |
| 3:38,2  | Jerome Howe (USA), 1950               | 1              | Seattle       | 17.6.1972 |
| 3:38,3  | Michael Howell (USA), 1949            | 2              | Seattle       | 17.6.1972 |

### dlouhodobé světové tabulky v běhu na 1500 m mužů k 31.12.1972
| výkon   | atlet                                   | pořadí | místo           | datum      |
| ------- | --------------------------------------- | ------ | --------------- | ---------- |
| 3:33,1  | Jim Ryun (USA), 1947                    | 1      | Los Angeles     | 8.7.1967   |
| 3:34,0  | Jean Wadoux (Francie), 1942             | 1      | Colombes        | 23.7.1970  |
| 3:34,91 | Kipchoge Keino (Keňa), 1940             | 1      | Mexico City     | 20.10.1968 |
| 3:35,6  | Herbert Elliott (Austrálie), 1938       | 1      | Řím             | 6.9.1960   |
| 3:36,0  | Marty Liquori (Austrálie), 1938         | 1      | Milán           | 1.7.1971   |
| 3:36,3  | Michel Jazy (Francie), 1936             | 1      | Sochaux         | 25.6.1966  |
| 3:36,3  | Francesco Arese (Itálie), 1944          | 2      | MIlano          | 1.7.1971   |
| 3:36,33 | Pekka Vasala (Finsko), 1948             | 1      | Mnichov         | 10.9.1972  |
| 3:36,4  | Jürgen May (NDR), 1942                  | 1      | Erfurt          | 14.7.1965  |
| 3:36,5  | Bodo Tümmler (Západní Berlín/SRN), 1943 | 1      | Kolín nad Rýnem | 10.7.1968  |

## Nejlepší výkony Pekky Vasaly

### 800 metrů
| výkon   | pořadí | místo    | datum     | závod                                      |
| ------- | ------ | -------- | --------- | ------------------------------------------ |
| 1:44,5  | 1      | Helsinky | 20.8.1972 | mezistátní atletické utkání Finsko-Švédsko |
| 1:44,6  | 1      | Helsinky | 14.9.1972 |                                            |
| 1:46,0  | 1      | Helsinky | 26.7.1972 |                                            |
| 1:46,.0 | 1      | Rieti    | 17.9.1972 |                                            |
| 1:47,0  | 1      | Joensuu  | 12.8.1972 |                                            |

### 1500 metrů
| výkon   | pořadí         | místo     | datum     | závod          |
| ------- | -------------- | --------- | --------- | -------------- |
| 3:36,63 | 1              | Mnichov   | 10.9.1972 | olympijské hry |
| 3:36,8  | 1              | Turku     | 19.7.1972 |                |
| 3:37,91 | 2 (semifinále) | Mnichov   | 9.9.1972  | olympijské hry |
| 3:38,3  | 1              | Oslo      |           |                |
| 3:38,6  | 1              | Helsinky  | 1.7.1971  |                |
| 3:39,68 | 2              | Helsinky  | 17.8.1974 |                |
| 3:40,4+ | +              | Stockholm | 1.7.1974  |                |
| 3:40,9  | 1 (rozběh)     | Mnichov   | 8.9.1972  | olympijské hry |

(+ mezičas v běhu na 1 míli)

## Pekka Vasala v ročních žebříčcích (world rankings) časopisu Track & Field News

### 800 metrů
| rok  | pořadí   |
| ---- | -------- |
| 1972 | 4. místo |

### 1500 metrů
| rok  | pořadí   |
| ---- | -------- |
| 1972 | 1. místo |

## Pekka Vasala a Československo
Pekka Vasala startoval v roce 1971 na mítinku Zlatá tretra v Ostravě (vyhrál běh na 5000 metrů v čase 14:17,2) a ve stejním roce i na mítinku PTS v Bratislavě, kde byl časem 8:26,0 první v běhu na 3000 metrů.